# Hribarjevo
Hribarjevo je naselje v Občini Bloke.